# Dals Långed

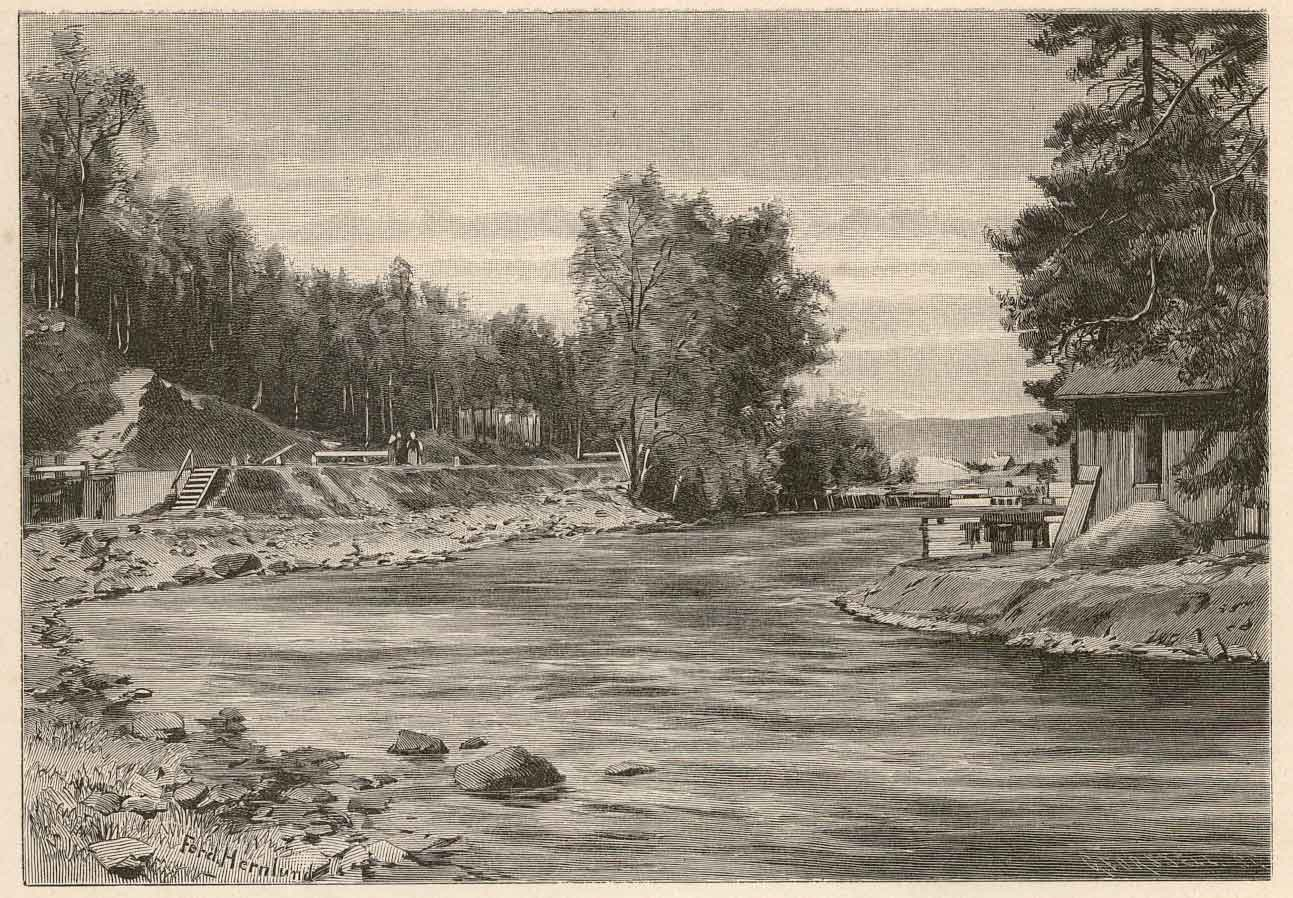
Skiss föreställande Dals Långed, 1888.

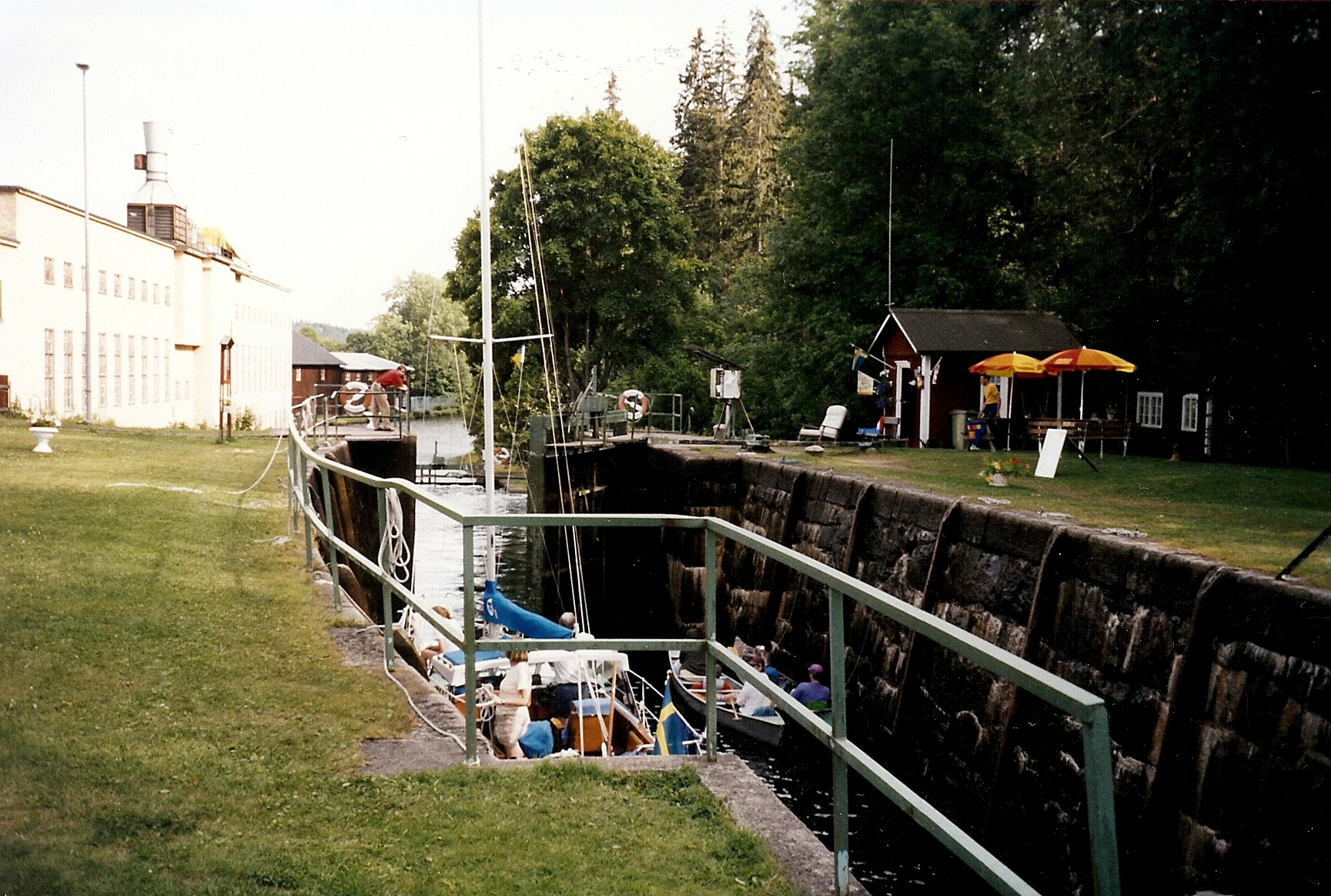
Sluss i Dalslands kanal i Dals-Långed

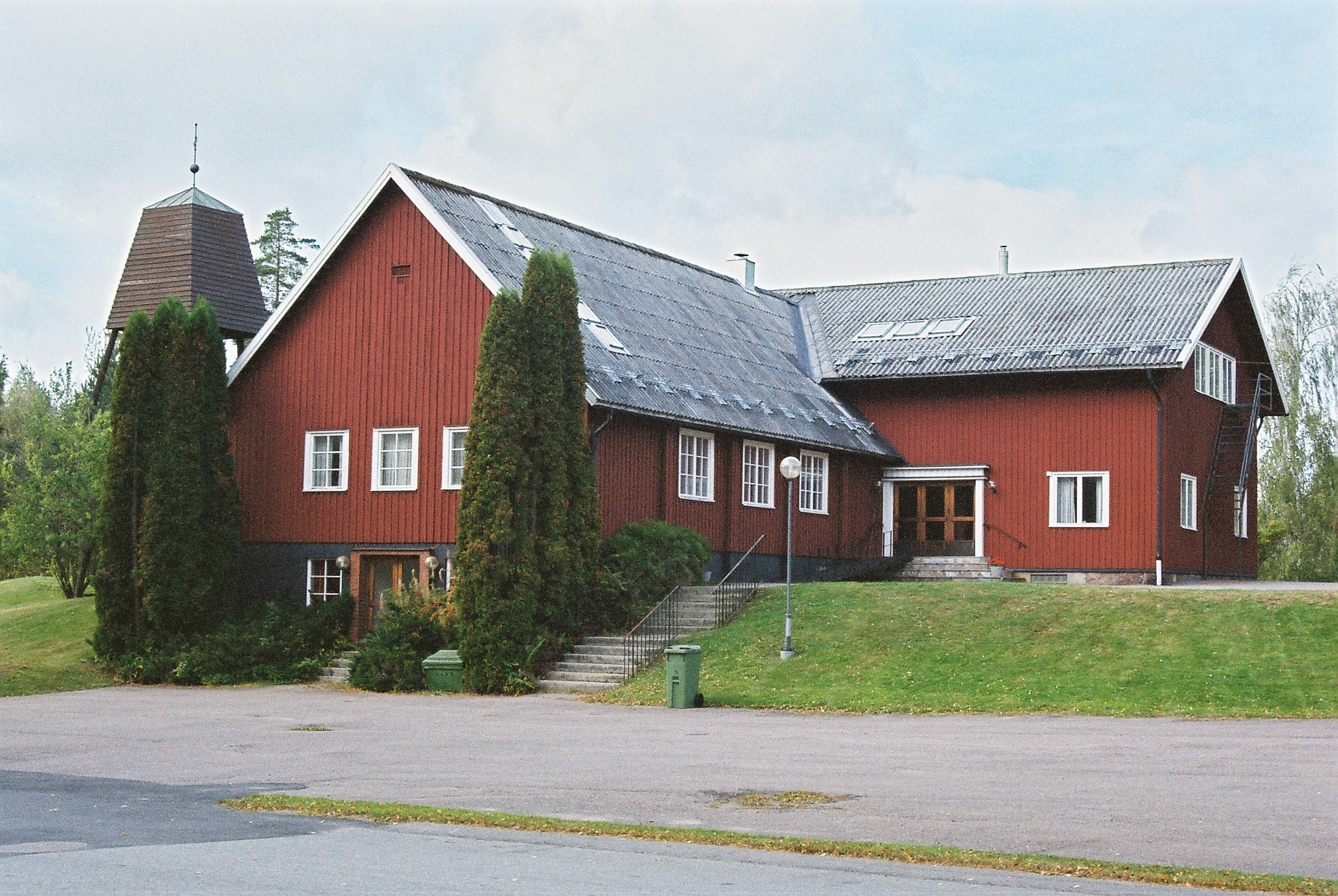
Dals-Långeds kyrka

Dals Långed är en tätort i Steneby socken i Bengtsfors kommun vid Dalslands Kanal.

## Namn
Efterledet -ed betyder "passage mellan eller utmed vatten".

## Historik
I Långed grundades på 1850-talet en såg, och senare anlades även en kvarn, vilka lades ned i samband med grundandet av ett träsliperi  av ett dotterbolag till Baldersnäs. Initiativtagare var den blivande finansministern Carl Fredrik Wærn. Långedsfabriken i färdigt skick var ett av Sveriges största träsliperier. En följande lågkonjunktur minskade dock avsättningen på pappersmassan, och på disponent Alexander Hallings inrådan startades 1884 Dalslands första pappersbruk. Behovet av pappersmassa kom dock snart att överstiga vad sliperiet kunde prestera, och en sulfitmassafabrik startades 1888. Sulfitmassafabriken brann 1902, och som fabrikens kapacitet då ansågs för låg, och tillverkningen blev dyr, skedde först ingen återuppbyggnad. I samband med att Baldersnäs bolag upplöstes 1897, blev Långeds bolag fristående. År 1906 återuppbyggdes sulfitmassafabriken, men produktionen avstannade efter några år. För att ta vara på tillgången på vattenkraft uppfördes 1909-1910 ett vattenkraftverk i Långed. År 1918 bildades AB Billingsfors-Långed genom en sammanslagning med Billingsfors bruk, och Göteborgs bank erhöll aktiemajoriteten. Depressionen i början av 1930-talet innebar svårigheter för bruket, som tvingades lägga om produktionen från tidningspapper till glättat papper av olika slag: journalpapper, konceptpapper och liknande.
Under andra världskriget, då det uppstod brist på plåt, började man framställa olika former av emballage av papper för att ersatta plåtburkar. 

Senare blev pappersmuggar  en viktig produkt. se historik Duni

Ett nytt blekeri uppfördes 1943.
En bidragande orsak till uppblomstringen var Dalslands kanal som på 1860-talet drogs genom Långed, och en slusstation anlades här. Dalslands kanal AB hade även sitt kontor här.
Mustadfors, där AB O. Mustad 1898 anlade Mustadfors bruk, Sveriges enda hästskosömfabriker som ligger precis invid Mustadsfors sluss och ligger inom dagens tätort Dals-Långed.
Rexcells pappersfabrik i Dals Långed stoppades i oktober 2015 och fabriken lades i malpåse. Ett återupptagande av driften övervägdes 2017.
Dal-Västra Värmlands järnväg löper genom samhället. 

## Befolkningsutveckling
| Befolkningsutvecklingen i Dals Långed 1950–2020         | Befolkningsutvecklingen i Dals Långed 1950–2020 | Befolkningsutvecklingen i Dals Långed 1950–2020 | Befolkningsutvecklingen i Dals Långed 1950–2020 | Befolkningsutvecklingen i Dals Långed 1950–2020 |
| ------------------------------------------------------- | ----------------------------------------------- | ----------------------------------------------- | ----------------------------------------------- | ----------------------------------------------- |
|                                                         |                                                 |                                                 |                                                 |                                                 |
| År                                                      |                                                 |                                                 | Folkmängd                                       | Areal (ha)                                      |
| 1950                                                    | 1950                                            |                                                 | 2 099                                           | ##                                              |
| 1960                                                    | 1960                                            |                                                 | 2 218                                           |                                                 |
| 1965                                                    | 1965                                            |                                                 | 2 291                                           |                                                 |
| 1970                                                    | 1970                                            |                                                 | 2 169                                           |                                                 |
| 1975                                                    | 1975                                            |                                                 | 2 003                                           |                                                 |
| 1980                                                    | 1980                                            |                                                 | 1 912                                           |                                                 |
| 1990                                                    | 1990                                            |                                                 | 1 873                                           | 260                                             |
| 1995                                                    | 1995                                            |                                                 | 1 788                                           | 260                                             |
| 2000                                                    | 2000                                            |                                                 | 1 743                                           | 259                                             |
| 2005                                                    | 2005                                            |                                                 | 1 610                                           | 259                                             |
| 2010                                                    | 2010                                            |                                                 | 1 520                                           | 257                                             |
| 2015                                                    | 2015                                            |                                                 | 1 407                                           | 210                                             |
| 2020                                                    | 2020                                            |                                                 | 1 349                                           | 211                                             |
| Anm.: ## Som tätort/befolkningsagglomeration 1920–1950. |                                                 |                                                 |                                                 |                                                 |

## Samhället
I Dals Långed finns ett flertal gästhamnar. Det finns två mindre mataffärer, två gym, frisör, allmän bastu, tandläkare, café, bibliotek, konsthall, galleri, secondhandbutiker samt två folkets hus.
Dals Långed har ett rikt kulturliv som främst kan förklaras av de konstutbildningar som finns i orten. Dessa är HDK-Valand Campus Steneby och Stiftelsen Stenebyskolan.

### Handel
Inom tätorten finns två matbutiker, Handlar'n i Dals-Långed och Coop i Mustadfors.
Den konsumentkooperativa butiken har sitt ursprung i lokala rörelser. Mustadfors arbetares konsumtionsförening bildades 1902. Under 1910 ombildades denna förening som Mustadfors arbetares handelsaktiebolag och nyöppnade den 28 november 1910 med samma föreståndare och styrelse. År 1917 bildades även Långeds arbetares handelsaktiebolag. År 1924 valde Långeds handelsbolag att ombilda sig som Långeds kooperativa handelsförening. I början av 1930-talet ombildades även Mustadfors handelsbolag tillbaka till en konsumtionsförening, Mustadfors handelsförening. Redan 1934 valde Långedsföreningen att uppgå i Konsum Norra Dal i Bengtsfors. Den 8 november 1962 beslutade även Mustadforsföreningen att man skulle gå upp i Norra Dal. Föreningens gamla butik var då uttjänad och den större föreningen lovade att man skulle bygga en ny Konsumbutik.
Handlar'n på Stenebyvägen 30 var från början också en Konsumbutik när byggnaden uppfördes 1957.

### Bankväsende
Göteborgs Bank öppnade ett avdelningskontor i Mustadfors i början av 1915. Långed hade även ett sparbankskontor tillhörande Åmåls sparbank. Den 31 augusti 2007 lade Swedbank ner sitt kontor, varefter Dals-Långed stod utan bankkontor.

## Kända personer med anknytning till Dals-Långed
- Olle Alsholm, svensk företagsledare, född år 1937
- Josef Andersson, svensk folkskollärare, skolledare och grundare av Stenebyskolorna, född år 1891.
- Karl M Bengtson, svensk arkitekt och byggmästare.
- Erland Borglund, svensk folkskollärare, skolledare, författare och grundare av Stenebyskolorna, född år 1894.
- Carolina Falkholt, svensk konstnärinna, född år 1977.
- Carl Fredrik Wærn, den äldre, svensk brukspatron och liberal riksdagsman, född år 1787.
- Carl Fredrik Wærn, den yngre, svensk industriman, politiker och ämbetsman, född år 1819.
- Einar Wallquist, svensk läkare, författare och konstnär, känd under namnet "Lappmarksdoktorn", född år 1896.
- Gunnar Wallquist, svensk metallurg och professor, född år 1894.